# Marsha Timothy
Marsha Timothy née le 8 janvier 1979, à Jakarta est une actrice Indonésienne.

## Biographie
Marsha Timothy est d'origine palembang, batak et allemande. Marsha a fait ses débuts en tant que Sandhika dans le film Ekspedisi Madewa (id) en 2006. En 2012, Marsha Timothy a épousé l'acteur Vino G. Bastian (id). L'année suivante, Marsha Timothy a donné naissance à une fille, Jizzy Pearl Bastian.

## Filmographie sélective

### Cinéma
- 2017 : Marlina dans Marlina, la tueuse en quatre actes[2].
- 2022 : Dame Zéro dans The Big 4
- 2023 : Murni dans Monster